# Васиљковски петао
Васиљковски петао мајолики  (укр. Півник васильківської майоліки) је украсни комад произведен у фабрици мајолике у Васиљкиву. Постао је симбол отпорности током руске инвазије на Украјину (2022). Фотографија је постала вирална, након што је виђено да је у уништеној кући петао и даље стајао на полици.

## Историја
Порекло петла датира из 18. века, када је град Васиљков био центар производње грнчарије у Украјини. Васиљковски петао се производио од 1960. до 1980. године.Постао је симбол Украјинске културе, а фотографију је направила Јелзавета Серватинска. Петао, као и кабинет, су однети у национални музеју Револуције Достојанства.

## Симбол
Петао је постао популарна тема за писанке – на пример, током посете премијера Велике Британије Бориса Џонсона Кијеву 9. априла 2022. и њему и председнику Украјине Володимиру Зеленском су поклоњени слични керамички петлови.